# Hampea thespesioides
Hampea thespesioides é uma espécie de angiospérmica da família das Malvaceae.
Apenas pode ser encontrada no seguinte país: Colômbia.